# Villette-lès-Dole
Villette-lès-Dole é uma comuna francesa na região administrativa de Borgonha-Franco-Condado, no departamento de Jura. Estende-se por uma área de 4,59 km². Em 2010 a comuna tinha 789 habitantes (densidade: 171,9 hab./km²).